# Љ (слово ћирилице)
Слово Љ је четрнаесто слово српске ћирилице и петнаесто слово македонске ћирилице.